# Шепетовка
Шепето́вка (укр. Шепеті́вка) — город в Хмельницкой области Украины. Административный центр Шепетовского района (до 2020 года был городом областного подчинения).
Занимает третье место в области по численности населения, является культурным центром северной части.

## География

### Расположение
Город расположен в северной части области, примерно в 100 километрах от Хмельницкого. Через Шепетовку протекают реки Гуска и Косецка. Железнодорожный и автомобильный узел.

### Климат
| Показатель                          | Янв.  | Фев. | Март  | Апр. | Май  | Июнь | Июль | Авг. | Сен. | Окт. | Нояб. | Дек.  | Год   |
| ----------------------------------- | ----- | ---- | ----- | ---- | ---- | ---- | ---- | ---- | ---- | ---- | ----- | ----- | ----- |
| Абсолютный максимум, °C             | 10,4  | 16,4 | 23,0  | 30,5 | 31,5 | 32,5 | 35,0 | 35,2 | 36,6 | 27,3 | 21,7  | 13,6  | 36,6  |
| Средний суточный максимум, °C       | −1,4  | −0,2 | 5,3   | 13,7 | 20,2 | 22,6 | 24,5 | 24,1 | 18,8 | 12,3 | 4,8   | 0,0   | 12,1  |
| Средняя температура, °C             | −4    | −3,2 | 1,5   | 8,7  | 14,6 | 17,3 | 19,2 | 18,5 | 13,8 | 8,1  | 2,1   | −2,4  | 7,9   |
| Средний суточный минимум, °C        | −6,7  | −6,2 | −2,2  | 3,6  | 8,9  | 12,0 | 13,8 | 12,9 | 8,9  | 3,9  | −0,6  | −4,7  | 3,6   |
| Абсолютный минимум, °C              | −30,6 | −30  | −26,8 | −6,3 | −3,9 | 1,4  | 5,7  | 3,5  | −4   | −9,1 | −20,6 | −25,3 | −30,6 |
| Норма осадков, мм                   | 31,2  | 34,3 | 31,0  | 41,4 | 53,6 | 85,6 | 84,9 | 64,5 | 54,8 | 35,8 | 35,4  | 36,1  | 588,6 |
| Источник: Погода и климат Шепетовки |       |      |       |      |      |      |      |      |      |      |       |       |       |

## История
Впервые о Шепетовке как о населённом пункте, который принадлежал князю Ивану Заславскому, упоминается в письменных документах за 1594 год. В XVI веке Шепетовка ничем не отличалась от других полесских поселений. В селе существовала община, была мельница.
В конце XVI века Шепетовке предоставлено магдебургское право. Это способствовало росту и быстрому заселению её.
На рубеже XVI и XVII веков интенсивно происходил процесс закрепощения крестьянства. Население Шепетовки испытывало бедствия и от частых нападений крымских татар. Крестьяне и ремесленники в ответ на феодальный гнёт принимали участие в восстаниях 1591—1593 гг. во главе с гетманом Криштофом Косинским и 1594—1596 гг. под предводительством Северина Наливайко. Во время восстания Хмельницкого в июле 1648 г., когда крестьянско-казацкие полки Максима Кривоноса подошли к Полонному, жители Шепетовки и окружающих сёл пополняли ряды украинского войска.
В конце XVII века Шепетовка стала собственностью магнатов Любомирских, а с 1703 года — Сангушко.
В 1795 году в ходе третьего раздела Речи Посполитой Шепетовка вошла в Заславский уезд Волынской губернии, с 1866 года стала волостным центром).
- 1873 — построена железнодорожная станция
- 1923 — Шепетовка получает статус города, становится центром Шепетовского округа
- 1926 — по данным переписи населения, украинцами являлись 53,1 % жителей Шепетовки, евреями — 26,7 %, поляками — 10,2 %, русскими — 7,3 %. Украинский язык родным назвали 54,6 % населения Шепетовки, идиш — 24,8 %, русский — 11,9 %, польский — 6,8 %[5][6]
- 1930 — город становится центром Шепетовского района Винницкой области
- 1937 — Шепетовский район входит в Каменец-Подольскую (с 1954 — Хмельницкую) область.

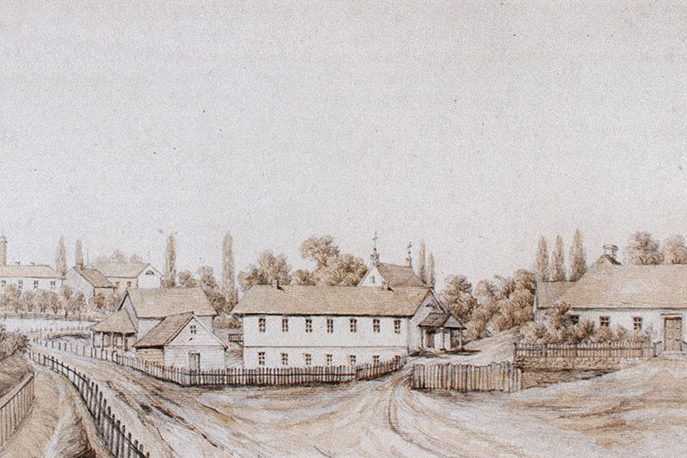
Шепетовка. Наполеон Орда. Вторая половина XIX века
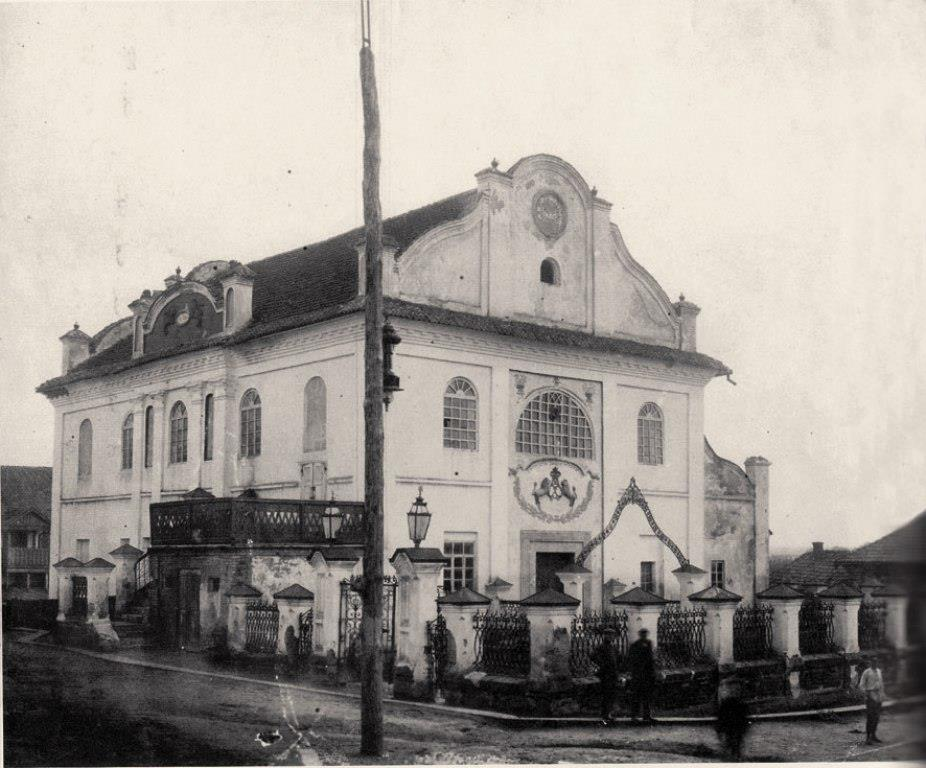
Синагога  (1912—1914)
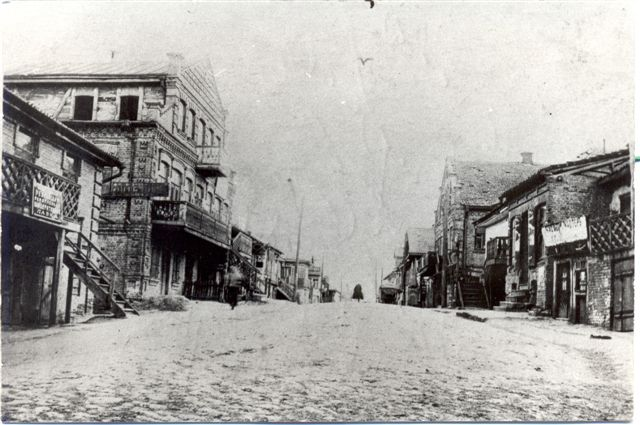
Одна из центральных улиц, 1917
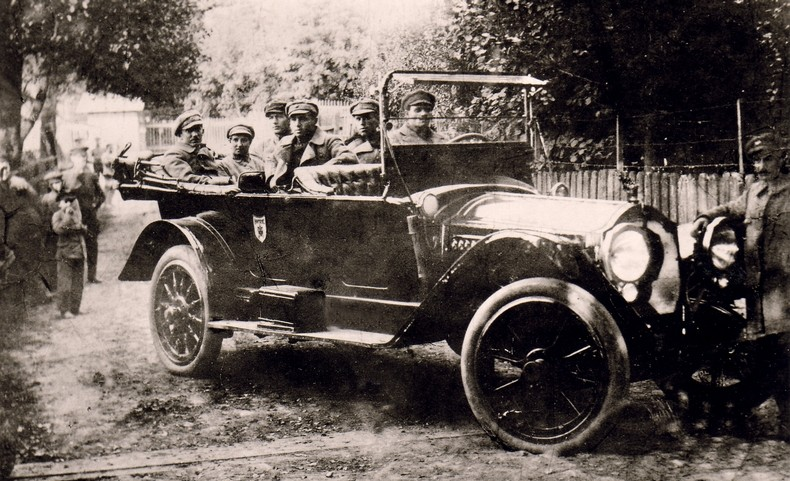
Комендант Сечевых Стрельцов Евгений Коновалец (первый слева) в Шепетовке, 1919

В ходе Великой Отечественной войны 5 июля 1941 года город был оккупирован наступавшими немецкими войсками.
11 февраля 1944 года освобождён от германских войск советскими войсками 1-го Украинского фронта в ходе Ровно-Луцкой операции. Войскам, участвовавшим в освобождении Шепетовки, объявлена благодарность и в Москве дан салют 12-ю артиллерийскими залпами из 124 орудий.
Приказом Ставки ВГК от 17.02.1944 года № 033 в ознаменование одержанной победы соединения и части, отличившиеся в боях за освобождение города Шепетовка, получили наименование «Шепетовских»:
- 351-я стрелковая дивизия
- 12-я гвардейская танковая бригада
- 13-я гвардейская танковая бригада
- 14-я гвардейская танковая бригада
- 56-я гвардейская танковая бригада
- 1889-й самоходный артиллерийский полк
- 37-й отдельный дивизион бронепоездов
- 49-й отдельный дивизион бронепоездов
- 319-й гвардейский истребительный противотанковый артиллерийский полк (майор Михайлов Александр Дмитриевич)
- 350-й армейский истребительный противотанковый артиллерийский полк (подполковник Шеремет Николай Филиппович)
- 640-й армейский истребительный противотанковый артиллерийский полк (подполковник Черняк Иван Васильевич)
- 1178-й армейский истребительный противотанковый артиллерийский полк (подполковник Пегов Степан Петрович)
- 1506-й отдельный истребительный противотанковый артиллерийский полк (майор Лоскутов Сергей Дмитриевич)[11][12][13].

В 1946 году в Шепетовке был основан Хмельницкий областной литературно-мемориальный музей Николая Островского, а в 1974—79 годах возведено трёхэтажное круглое здание музея по индивидуальному проекту архитекторов М. Гусеева и В. Суслова методом народной стройки, идею которой подхватили комсомольцы всего Советского Союза. По представлению ЮНЕСКО в 1989 году музей Островского в Шепетовке занесён в международный каталог «Музеи мира» как уникальный памятник архитектуры.
В память об освобождении Шепетовки 15 декабря 1952 года в Ленинграде названа Шепетовская улица.

## Население
В январе 1989 года численность населения составляла 50 876 человек.
По состоянию на 31.10.2023 года население составляло ↘42 149 человек.
|          | 1926   | 1939   | 1959   | 1989   | 2001   |
| -------- | ------ | ------ | ------ | ------ | ------ |
| украинцы | 53,1 % | 60,8 % | 69,3 % | 82,6 % | 90,7 % |
| русские  | 7,3 %  | 11,0 % | 16,0 % | 10,7 % | 5,8 %  |
| поляки   | 10,2 % | 5,8 %  | 6,6 %  | 3,4 %  | 2,0 %  |
| белорусы | —      | 1,3 %  | 0,9 %  | 0,6 %  | 0,3 %  |
| евреи    | 26,7 % | 19,5 % | 6,3 %  | 2,0 %  | 0,3 %  |

### Языковой состав
По данным переписи 1926 года, украинский язык родным назвали 54,6 % населения Шепетовки, идиш — 24,8 %, русский — 11,9 %, польский — 6,8 %.
Родной язык населения по данным переписи 2001 года:
| Язык       | Численность, чел. | Доля     |
| ---------- | ----------------- | -------- |
| Украинский | 44 850            | 93,46 %  |
| Русский    | 2 730             | 5,69 %   |
| Другое     | 408               | 0,85 %   |
| Итого      | 47 988            | 100,00 % |

Украинский язык является основным и единственным официальным языком Шепетовки.

## Герб
Герб утверждён 14 декабря 1995 года Шепетовским городским советом. Щит разделён вилообразным золотым крестом на три части: верхнюю — красную с серебряным крестом, правую — зелёную, левую — лазурную. Золотая полоса означает три дороги, на перекрёстке которых находится город; серебряный на красном крест означает принадлежность города к исторической Волыни; лазурный цвет — символ Подолья, зелёный — символ лесов, среди которых находится Шепетовка.

## Учебные заведения
- Шепетовский медицинский колледж
- Шепетовский профессиональный лицей
- Шепетовский колледж Подольского государственного аграрно-технического университета

## Известные уроженцы
Шепетовка — место рождения В. И. Матвиенко — четвёртого Председателя Совета Федерации России (2011—н. в.), а также героя Советского Союза Сергея Климовича. Вблизи города, в селе Судилков, родился советский и израильский художник И. М. Островский. В городе прошли детство и юность Н. А. Островского. Здесь же родился известный ассириолог А. А. Вайман, предложивший дешифровку протошумерской письменности, П. М. Лернер, доктор медицинских наук, профессор, отличник здравоохранения СССР, заслуженный врач Узбекистана, заслуженный деятель науки, писатель. Б. Т. Горощенко, советский учёный в области аэродинамики самолёта, генерал-майор инженерно-авиационной службы, заслуженный деятель науки и техники РСФСР. В. Гирса, чехословацкий дипломат, В. В. Нечитайло, профессиональный нумизмат, сфрагист и ставрограф.
Здесь совершал свои подвиги пионер Валя Котик, самый младший герой Советского Союза (посмертно). Здесь родился Герой Социалистического Труда — Дычинский Ц. А.

## Шепетовка в произведениях искусства
- Город Шепетовка неоднократно упоминается в романе Николая Островского «Как закалялась сталь».
- В произведении И. Ильфа и Е. Петрова «Золотой телёнок» Остап Бендер произносит фразу: «И вообще, последний город земли — это Шепетовка, о которую разбиваются волны Атлантического океана». В те времена польская граница проходила по северной и западной границе теперешней Хмельницкой области, а Шепетовка — последняя крупная станция по железной дороге (на самом деле самым западным городом СССР были Чемеровцы, более крупный и важный Волочиск считался посёлком).
- У певицы Любови Успенской есть песня под названием «От Москвы до Шепетовки».
- В произведении П. М. Лернера «Вайман Айзик Абрамович», Израиль, 2011.

## Воинские объединения, соединения, части
С 2 мая 1935 года по 1938 год в городе находилась 15-я механизированная бригада Украинского военного округа (с 17 мая 1935 Киевского ВО).
С 10 мая 1935 года по 1938 год в городе находилось управление 7-го кавалерийского корпуса Украинском военном округе, командиры корпуса П. П. Григорьев (10.05.35—22.07.1937), И. М. Сысоев (до 3.07.1938), (Шепетовка — районный центр Шепетовского района Винницкой области Украинской Советской Социалистической Республики). Корпус состоял из 23, 26-й и 28-й кавалерийских дивизий.
12−15 сентября 1936 года в районе городов Шепетовка (Винницкой области), Бердичев и Житомир (Киевской области) проведены окружные тактические учения вошедшие в военную историю под названием Шепетовские манёвры. В учениях принимали участие соединения, сформированные в 1936 году.
22 сентября 1937 года образована Каменец-Подольская область.
Шепетовский район с районным центром г. Шепетовка входит в Каменец-Подольскую область. 22 сентября 1937 года из западных районов Киевской области образована Житомирская область.
С 1938 года по 16 сентября 1939 года в городе находилась 38-я легкотанковая бригада Киевского военного округа (с 26.07.1938 — Киевского Особого ВО).
В 1938 году в Киевском Особом военном округе было начато строительство 15-го Шепетовского укреплённого района. Управление района располагалось в городе.
С 16 сентября 1938 года в городе расположено управление Шепетовской армейской группы Украинского фронта во время военного похода в восточную Польшу — Западную Украину с целью освобождения рабочих и крестьян от гнёта капиталистов и помещиков.

## Транспорт

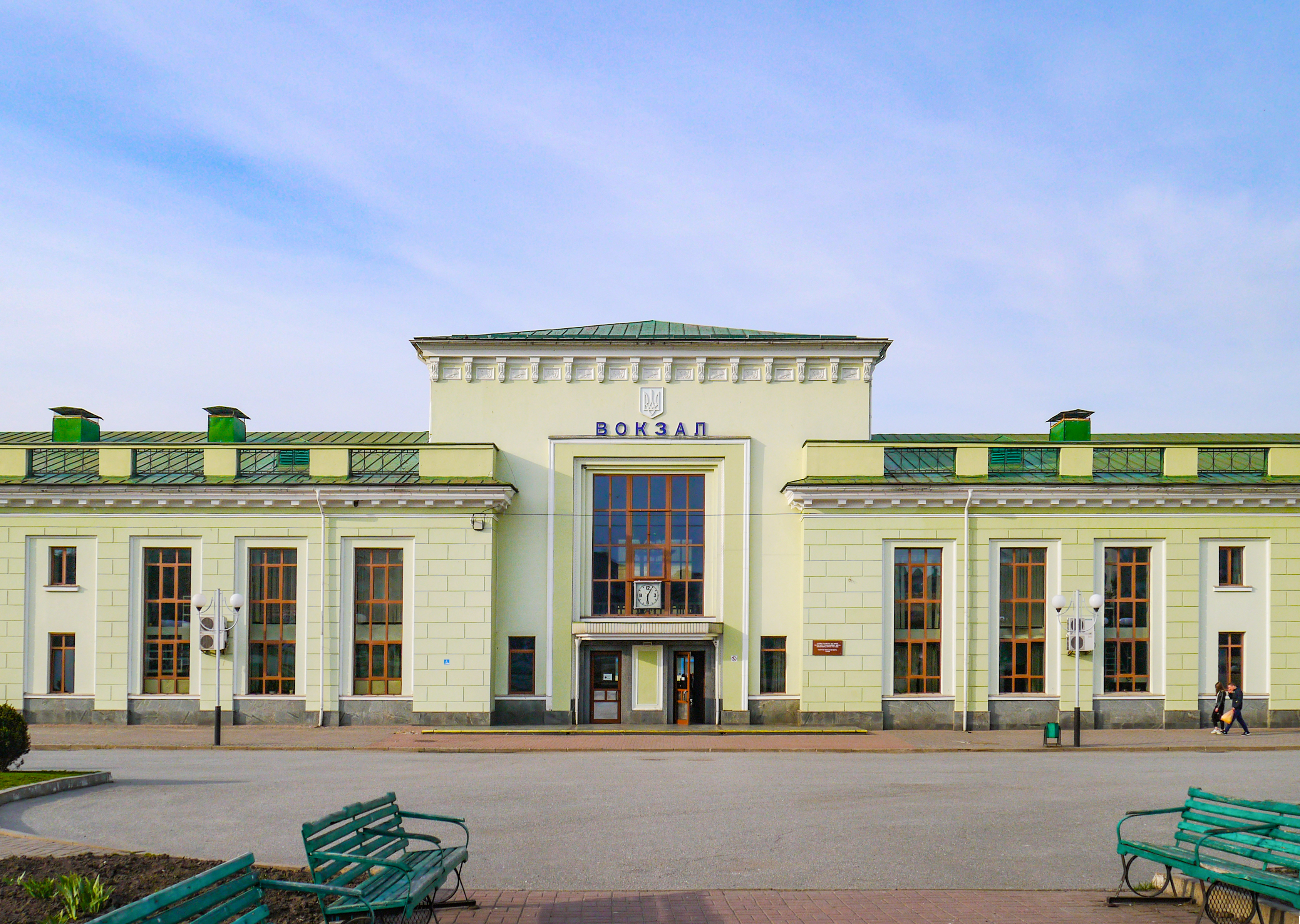
Железнодорожный вокзал

Шепетовка является крупным железнодорожным узлом, здесь пересекаются пять железнодорожных линий: Шепетовка-Подольская — Тернополь, Шепетовка-Подольская — Староконстантинов-1, Шепетовка — Бердичев, Шепетовка — Здолбунов, Шепетовка — Новоград-Волынский-1. Имеется две железнодорожные станции Шепетовка и Шепетовка-Подольская.

## Спорт
В 90-х годах XX в. существовал футбольный клуб Темп, выступавший в футбольном чемпионате Украины в сезонах 1992, 1993/94 и 1994/95. Лучший результат: 9 место (1993/94). Перестал существовать зимой 1996 из-за финансового кризиса.

## Достопримечательности

### Природоохранные объекты
- Шепетовский заказник
- Шепетовский дендрарий
- Памятник природы Дубовая роща

### Музеи
- Шепетовский краеведческий музей (основан в 1926 году)
- Музей пропаганды (до 2020 — Литературно-мемориальный музей Н. А. Островского, открыт в 1946 году)

### Памятники архитектуры
- Водонапорная башня (1860—1880)

### Церкви
- Собор Архангела Михаила[31]

## Галерея

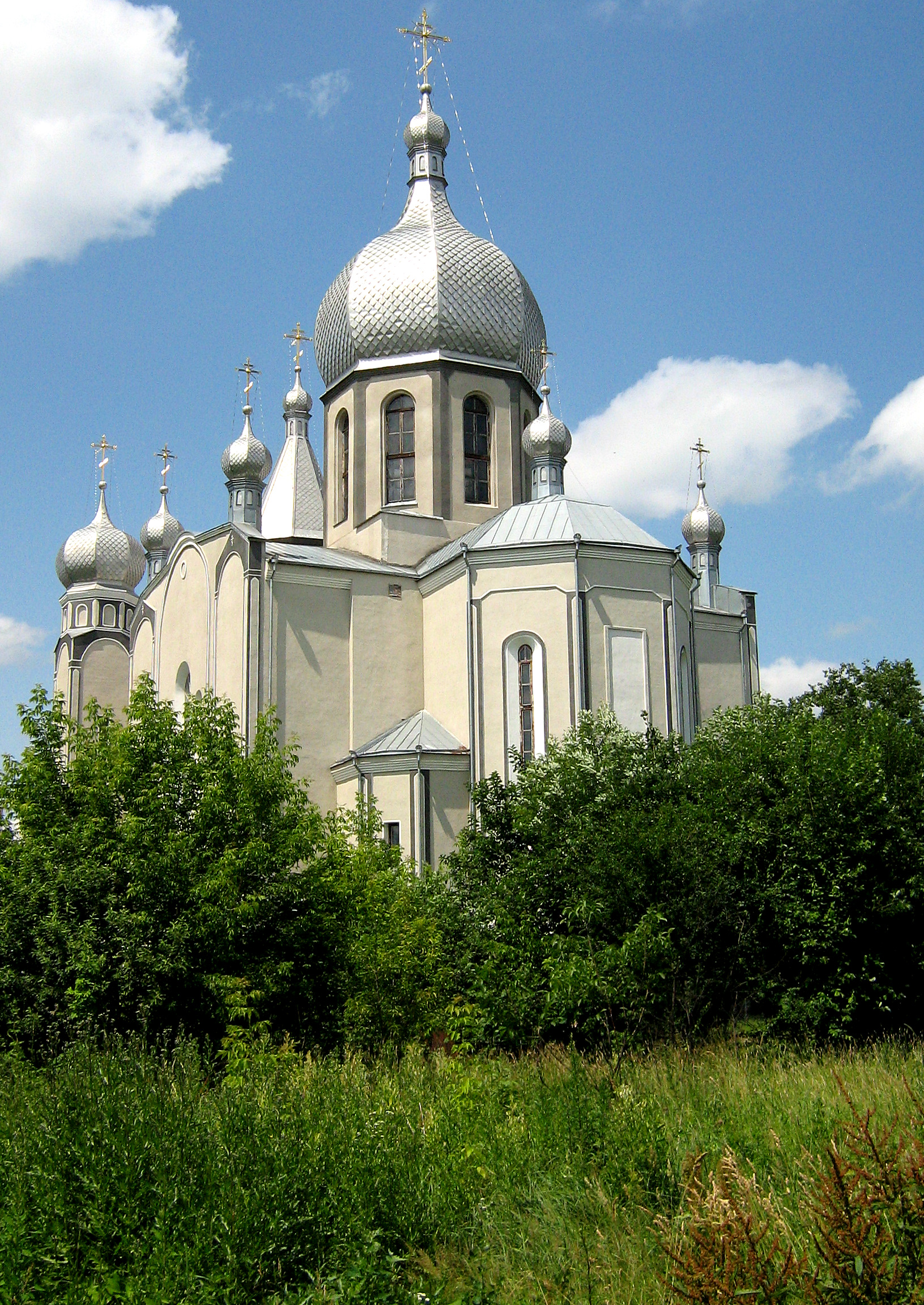
Церковь
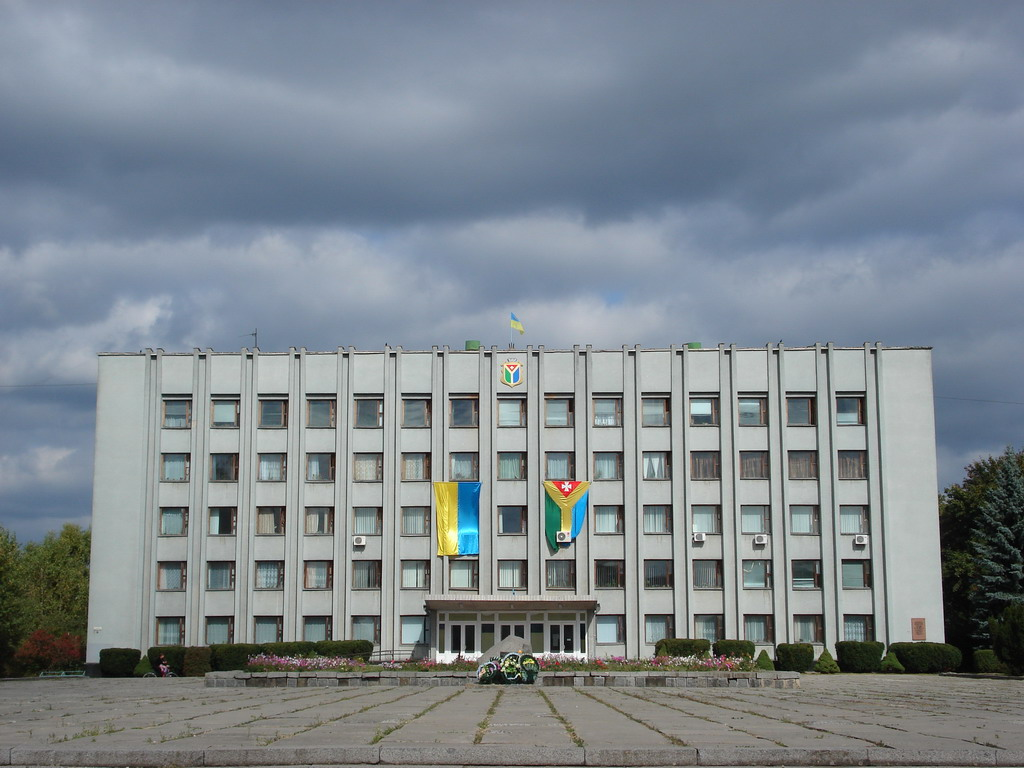
Городская администрация
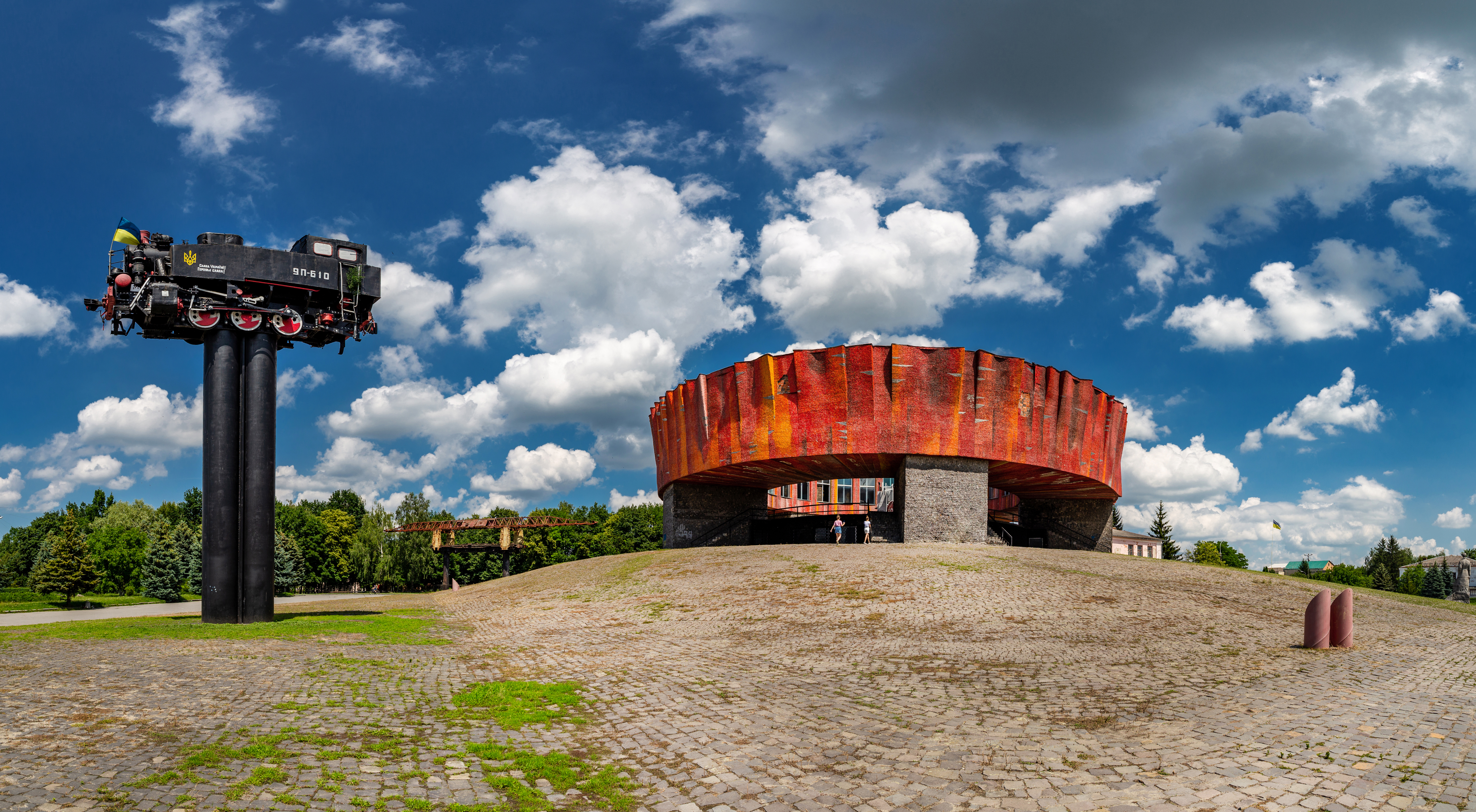
Литературно-мемориальный музей Н. А. Островского
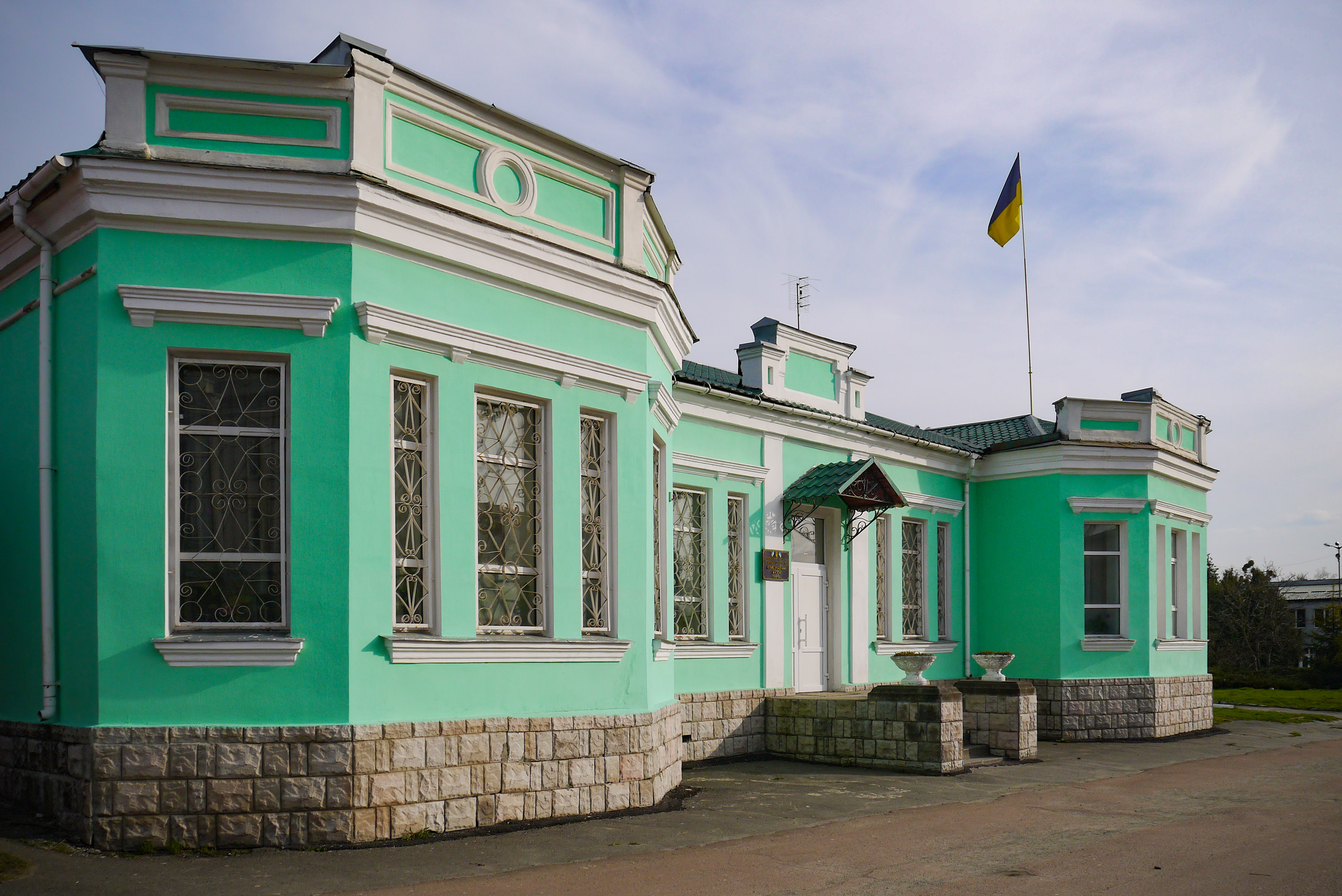
Шепетовский краеведческий музей
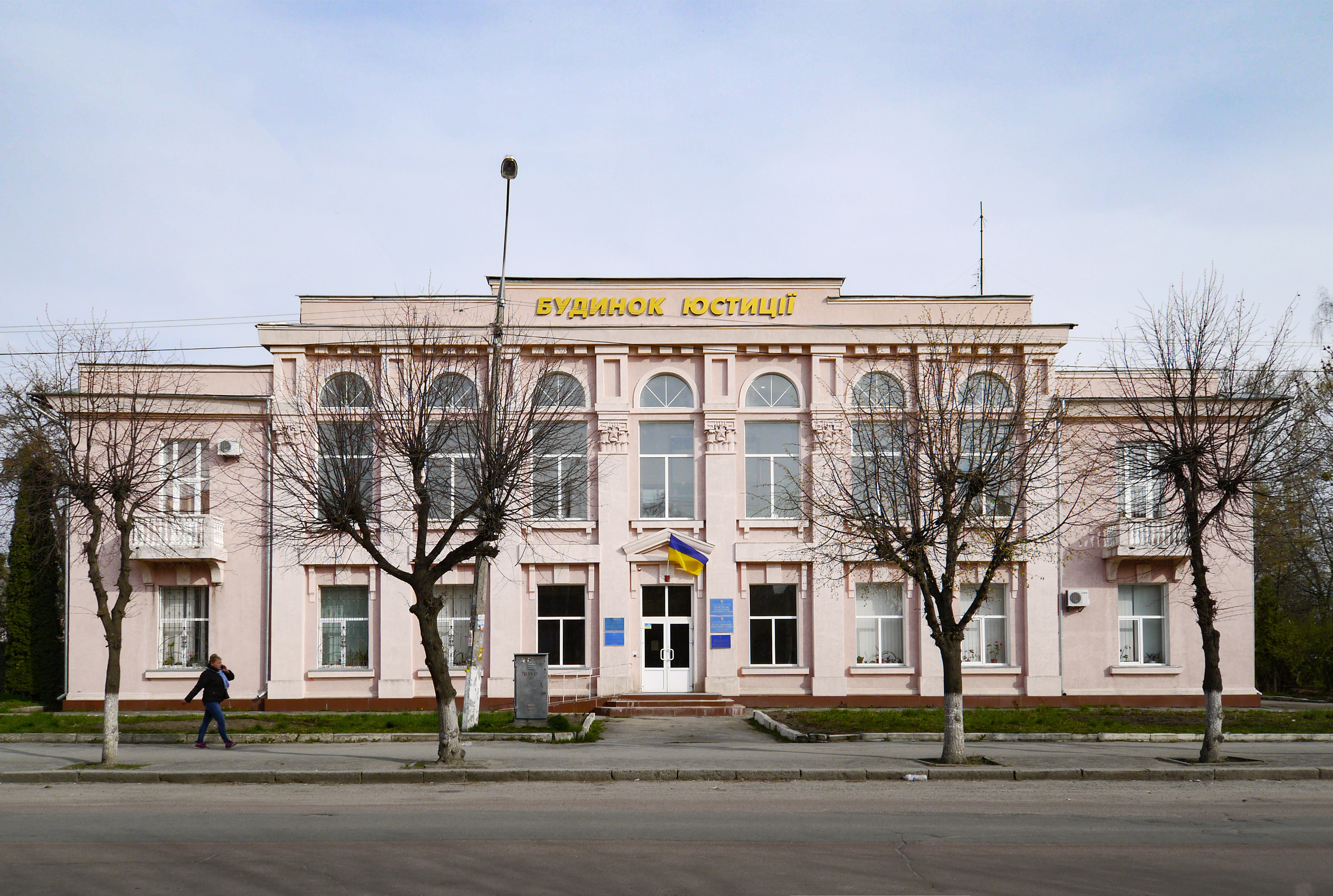
Дом юстиции
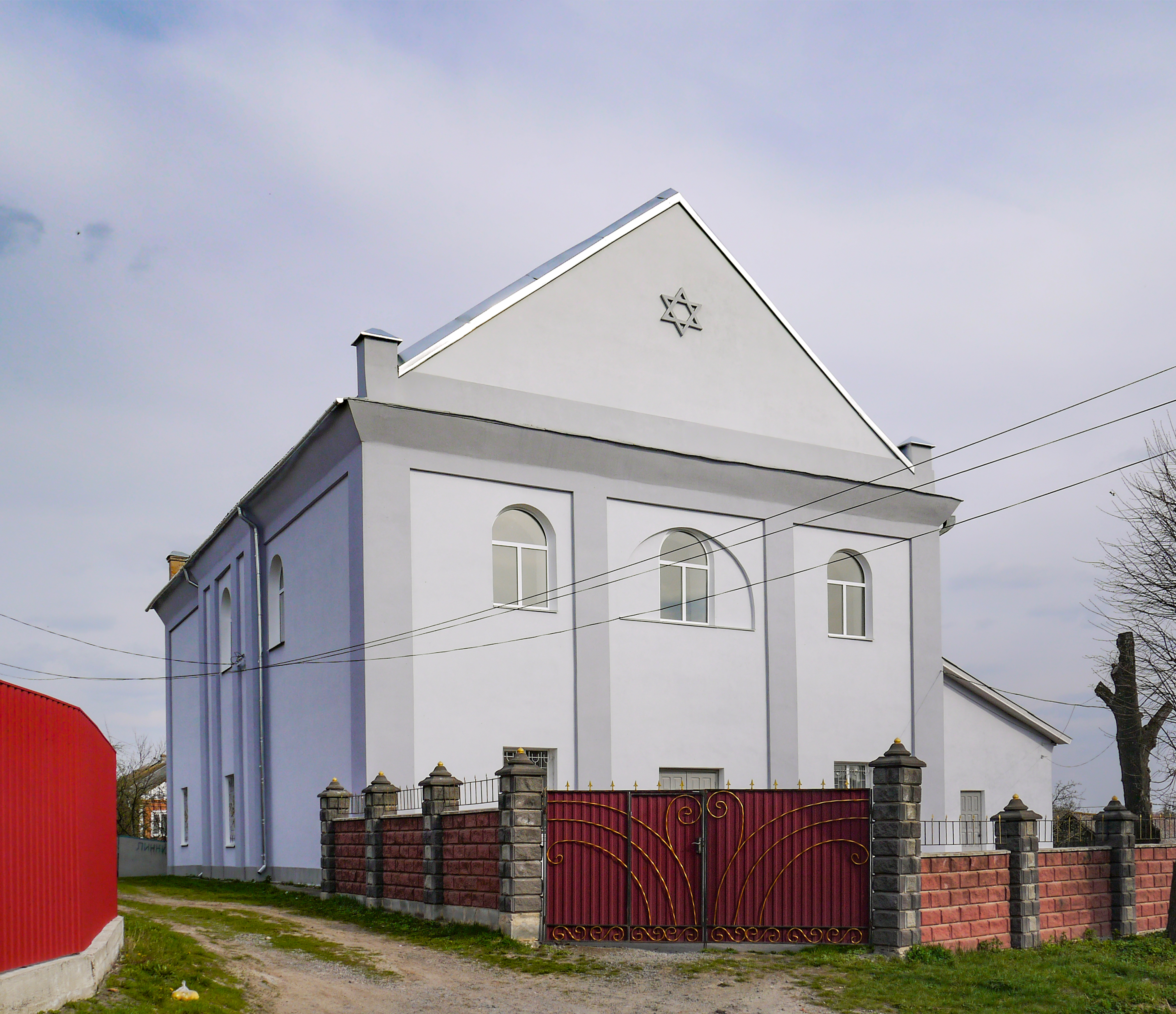
Синагога